# 普羅維索鎮區 (伊利諾伊州庫克縣)
普羅維索鎮區（英語：Proviso Township）是位於美國伊利諾伊州庫克縣的一個行政鎮區。

## 地方資料
根據2010年美國人口普查的數據，普羅維索鎮區的面積為91.62平方千米，當中陸地面積為87.83平方千米，而水域面積為3.79平方千米。當地共有人口150408人，而人口密度為每平方千米1,641.65人。